# Купер, Фрэнк Кадоган

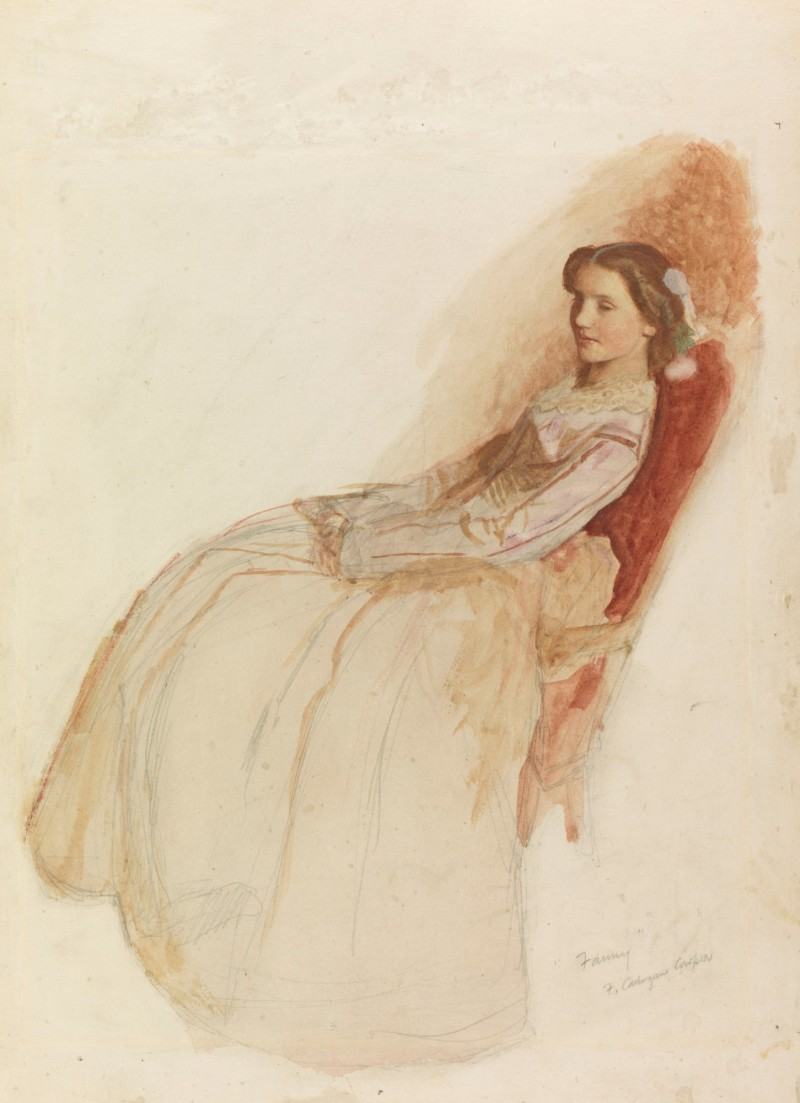
Эскиз девушки в кринолиновом платье

Фрэнк Кадоган Купер (англ. Frank Cadogan Cowper; 16 октября 1877[…], Викен — 17 ноября 1958[…], Сайренсестер, Глостершир) — английский художник и иллюстратор портретов, исторических и литературных сцен, которого называли "последним из прерафаэлитов ".

## Жизнь и работа
Купер родился в Викене, Нортгемптоншир, в семье писателя и пионера прибрежных круизов на яхтах Фрэнка Каупера и внука ректора Викена. Сначала он изучал искусство в Художественной школе Сент-Джонс-Вуд в 1896 году, а затем продолжил обучение в Королевской академии художеств, где обучался с 1897 по 1902 год. Впервые он выставлялся в Королевской академии в 1899 году, а два года спустя добился успеха у критиков благодаря своей картине «Аристократ отвечающий на призыв к казни», Париж, 1791 (1901). В 1902 году он провел шесть месяцев, обучаясь у Эдвина Остина Эбби, прежде чем отправиться в Италию.
Он работал как акварелью, так и маслом, а также работал книжным иллюстратором, создавая иллюстрации к "Императорскому Шекспиру " (The Imperial Shakespeare) сэра Сидни Ли. Он участвовал в росписи здания парламента в 1910 году вместе с Байамом Шоу, Эрнестом Бордом и Генри Артуром Пейном.
По мере того, как мода в искусстве менялась, Купер все чаще выставлял свои портреты, но продолжал создавать исторические и литературные произведения.
Его картина «Гадкий утенок» была признана любимой картиной посетителей Художественной галереи и музея Челтнема в 2005 году.
Рекордная цена выставленной на продажу картины Купера составляет 469 250 фунтов стерлингов за « Богоматерь плодов земли» (1917 г.) на аукционе Christie’s в Лондоне 17 декабря 2011 г.

### Профессиональное членство
- Королевское общество акварелистов (член 1904 г., полноправный член 1911 г.).[8]
- Королевская академия (ассоциированный член 1907 г., полноправный член 1934 г.).[7]
- Общество графического искусства (с первых дней существования Общества, 1921 г.)